# Anne-Claire Coudray
Anne-Claire Coudray (Rennes, Francia, 1 de febrero de 1977) es una periodista y presentadora de televisión francesa.

## Educación y vida tempranas
Anne-Claire nació en Rennes en el departamento de Ille y Vilaine, y ocupó una parte de su niñez en Locmariaquer, Morbihan, la ciudad de sus abuelos maternos. Su padre es psicólogo  y su madre profesora de lengua inglesa. Realizó una educación católica en el Lycée Santo-François-Xavier, de Vannes; y, tomó clases preparatorias literarias en el Lycée Guist'hau en Nantes por dos años. Y, entonces obtuvo ambas licenciaturas de Artes y el grado de maestría de historia por la Universidad de Rennes 2 Alta Bretaña.

## Carrera televisiva
Después de graduarse en la Escuela Superior de Periodismo de Lille en 2000, Anne-Claire luego trabajó para la Agencia Internep de Lille, desarrollando informes sobre Francia y países extranjeros para TF1 y Arte Info. También presentó algunos en France 3. En mayo de 2000, se unió al servicio noticioso de TF1, llegando a París en 2004. Informó los Juegos Olímpicos de Pekín 2008, la visita de Benedicto XVI en Francia en septiembre de 2008, las elecciones presidenciales de Estados Unidos de 2008, e incluso el desfile militar francés del 14 de julio de 2009.
Desde junio de 2009, presentó el programa de sociedad TMC Reportages en TMC, canal del TF1 Grupo. En verano de 2009, devino en presentadora de reemplazo del noticioso LCI, un canal noticioso continuo del mismo grupo. En 2010,  reemplazó a Bénédicte Le Chatelier después de su maternidad, para presentar el noticioso nocturno LCI. En diciembre de 2010,  informó tanto en TF1 y en LCI la Elección presidencial de Costa de Marfil de 2010 opuesto a Laurent Gbagbo y Alassane Ouattara. En 2011,  informó sobre Dominique Strauss-Kahn asunto en mayo, y la boda de Alberto II, Príncipe de Mónaco.
En julio de 2012,  reemplazó a Claire Chazal para presentar los noticiosos de la tarde y de la noche de los fines de semana y el programa Reportages en TF1. Durante el otoño de 2012, fue corresponsal para TF1 en EE. UU. para informar las elecciones presidenciales de Estados Unidos de 2012. Anne-Claire presentÓ desde 2013, los desfiles militars de los 14 de julio, en TF1 con Gilles Bouleau y Jean-Claude Narcy en 2013, y con Louis Bodin y Denis Brogniart en 2014.